# Samsung Galaxy S4
Samsung Galaxy S IV (GT-I9500) — смартфон четвёртого поколения линейки Galaxy S, анонсированный компанией Samsung Electronics 15 марта 2013 года в Нью-Йорке. Поступил в продажу в конце апреля 2013 года в 155 странах.
От своего предшественника, Samsung Galaxy S III, эта модель отличается дисплеем большего размера и более высокого разрешения (Full HD). В частности, с помощью фронтальной камеры смартфон способен улавливать взгляд и останавливать воспроизведение видео, если взгляд не направлен на дисплей. Также смартфон автоматически загружает следующую страницу текста, если взгляд направлен на последнее слово текущей.

## Внешнее оформление
Дизайн модели схож с дизайном предшественника, с небольшими изменениями. Глянцевый корпус Galaxy S4 сделан из поликарбоната и обладает текстурированной поверхностью. Доступны чёрный («Black Mist»), белый («White Frost»), синий («Blue Arctic»), коричневый («Brown Autumn»), красный («Red Aurora»), фиолетовый («Purple Mirage») и розовый («Pink Twilight») варианты. В дальнейшем появились LaFleur Edition и Black Edition (LTE-вариант с текстурированной под кожу задней крышкой, аналогично таковой у Galaxy Note 3). Модель Galaxy S4 Active (I9295) отличается по дизайну и представлена в трех цветовых вариантах: «Городской Серый» («Urban Grey»), «Глубоководный Лазурный» («Dive Blue») и «Горящий Оранжевый» («Orange Flare»). К Олимпийским играм 2014 ограниченно выпущена подарочная серия Active с олимпийской символикой.  Диагональ экрана составляет 5 дюймов, а размеры — 136,6×69,8 мм при толщине 7,9 мм.

## Технические данные

### Аппаратное обеспечение
Exynos 5 Octa, который содержит четыре ядра ARM Cortex-A15 и четыре ядра ARM Cortex-A7, работающих по принципу «big.LITTLE», позволяющему системе переключаться между двумя группами ядер в зависимости от требуемой производительности. Для некоторых рынков выпускается версия, основанная на четырёхъядерном процессоре Qualcomm Snapdragon 600 с частотой 1,9 ГГц (аппараты с модельным номером GT-I9505). В России телефон первоначально представлен в восьмиядерной версии, без поддержки LTE. Поставки четырёхъядерной версии с LTE запланированы на более поздний срок.
Так же, как и в предыдущей флагманской модели Samsung Galaxy S3 (i9300), в Galaxy S4 применён дисплей, выполненный по технологии Super AMOLED HD, отличающийся от предшественника размерами (4.99" против 4.8"), увеличившимся разрешением (1920*1080 против 1280*720) и более высокой плотностью пикселей на дюйм (441 ppi против 306 ppi). Дисплейный модуль покрыт защитным стеклом, выполненным по технологии Gorilla Glass 3, и является неразборным. Это обеспечивает сравнительно низкую толщину экранного модуля и улучшенную цветопередачу на солнце за счёт отсутствия воздушной прослойки между экраном и сенсорным стеклом, однако при повреждении одного из компонентов (например, стекла, боковой рамки корпуса или боковых кнопок), необходима замена всего дисплейного модуля.
В модель встроен ряд новых для серии датчиков: для измерения атмосферного давления, температуры и влажности. Также присутствует инфракрасный светодиод, позволяющий использовать смартфон в качестве универсального пульта дистанционного управления.
Помимо этого, в верхней части смартфона присутствует датчик, позволяющий управлять смартфоном при помощи жестов, не прикасаясь к экрану.
В данном смартфоне впервые в линейке Galaxy S нет FM-радио. Представители Samsung объяснили это решение смещением интереса целевой аудитории смартфона к цифровому формату вещания, а именно — ориентацией на прослушивание музыки в социальных сетях или на канале YouTube.

### Программное обеспечение

#### Операционная система
Изначальной операционной системой Samsung Galaxy S4 являлся Android версии 4.2.2 «Jelly Bean» с пользовательским интерфейсом от Samsung TouchWiz — «Nature UX».
В октябре 2013 года было представлено обновление Android до версии 4.3. Обновление принесло в Galaxy S4 поддержку Bluetooth LE, а вместе с тем и совместимость с только что представленными умными часами Samsung Galaxy Gear.
В марте 2014 года модель GT-I9500 была обновлена до версии Android 4.4.2 KitKat, а модель GT-I9505 была обновлена в апреле.
В мае 2014 года в Европе появился в продаже вариант Value Edition, который отличался от оригинального Galaxy S4 только предустановленной операционной системой Android 4.4.2.
В конце ноября 2014 года ресурс SamMobile рассказал, что Samsung собирается выпустить обновление Android 5.0 Lollipop с обновленным TouchWiz для двух моделей флагмана: GT-I9500 и GT-I9505.
Также ресурс рассказал, что модель GT-I9506(с процессором Snapdragon 800) получит обновление в конце декабря 2014 года
Первым получила обновление Lollipop модель GT-I9506, затем в январе 2015 года обновление получила модель GT-I9500, а потом в конце февраля 2015 года модель GT-I9505.

#### Камера
Камера S4 обладает функциями «Samsung Orb» (панорамная съемка на 360 градусов) и «Dual Mode», (наложение снимка фронтальной камеры поверх основного снимка). Также добавлена функция «Eye scrolling»: с помощью фронтальной камеры смартфон может следить за глазами, определяя, где именно пользователь читает текст. И, например, когда глаза будут смотреть на нижнюю часть экрана, программа автоматически выполнит прокрутку вниз. Ещё одна новая технология — «Air View», благодаря которой управлять аппаратом можно, не касаясь экрана, а лишь приближая палец к элементам управления.

#### Google Play Edition
15 мая 2013 года на ежегодной конференции Google I/O был анонсирована версия Samsung Galaxy S4 Google Play Edition, первоначально предназначенная для продаж на территории США через Google Play. В этой версии установлен немодифицированная ОС Android последней версии без графической оболочки TouchWiz от Samsung. Также за выход новых прошивок по-прежнему отвечает компания Samsung. Это означает, что, несмотря на чистый Android, устройство не будет получать обновления прошивок так же быстро, как семейство Nexus.
Однако, в скором времени продажи смартфона Samsung Galaxy S4 GPE на сайте Google Play резко прекратились, как и продажа других устройств GPE: Sony Xperia Z Ultra, LG G Pad 8.9 и HTC One M8.

## Обзоры
- Обзор смартфона Samsung Galaxy S IV на Onliner.by
- Флагман Samsung Galaxy S 4 и его конкуренты в инфографике РИА Новости